# 栗橋村
栗橋村（くりはしむら）は、昭和30年（1955年）まで岩手県上閉伊郡にあった村。現在の釜石市栗林町・橋野町にあたる。

## 沿革
- 明治22年（1889年）4月1日 - 町村制施行にともない、栗林村と橋野村が合併して南閉伊郡栗橋村が発足。
- 1897年（明治30年）4月1日 - 郡の統合により南閉伊郡と西閉伊郡が合併し上閉伊郡となる[1]。上閉伊郡栗橋村となる。
- 昭和30年（1955年）4月1日 - 鵜住居村・甲子村および気仙郡唐丹村と共に釜石市と合併し、新制の釜石市の一部となる。

## 行政

### 歴代村長
| 代 | 氏名         | 就任                      | 退任                       | 備考 |
| -- | ------------ | ------------------------- | -------------------------- | ---- |
| 1  | 佐々木一隆   | 明治22年（1889年）6月8日  | 明治25年（1892年）3月20日  |      |
| 2  | 小笠原長兵衛 | 明治27年（1894年）5月16日 | 明治31年（1898年）5月10日  |      |
| 3  | 田村益人     | 明治31年（1898年）5月17日 | 明治34年（1901年）2月13日  |      |
| 4  | 佐々木福太郎 | 明治34年（1901年）4月16日 | 明治35年（1902年）8月30日  |      |
| 5  | 小笠原善十郎 | 明治36年（1903年）3月27日 | 明治38年（1905年）3月20日  |      |
| 6  | 田村益人     | 明治38年（1905年）3月24日 | 大正2年（1913年）2月22日   | 再任 |
| 7  | 真壁嘉六     | 大正2年（1913年）8月28日  | 大正6年（1917年）7月14日   |      |
| 8  | 菊池柳八     | 大正7年（1918年）3月25日  | 昭和5年（1930年）1月11日   |      |
| 9  | 小笠原竜     | 昭和5年（1930年）3月2日   | 昭和9年（1934年）3月1日    |      |
| 10 | 桜井興造     | 昭和9年（1934年）3月8日   | 昭和14年（1939年）11月24日 |      |
| 11 | 小笠原竜     | 昭和14年（1939年）12月5日 | 昭和18年（1943年）7月4日   | 再任 |
| 12 | 大坪豊       | 昭和19年（1944年）5月10日 | 昭和20年（1945年）3月9日   |      |
| 13 | 二本松豊太郎 | 昭和20年（1945年）3月10日 | 昭和21年（1946年）11月13日 |      |
| 14 | 藤原善右衛門 | 昭和22年（1947年）4月13日 | 昭和30年（1955年）3月31日  |      |